# Michele Focosi
Michele Focosi (Senigallia, 12 aprile 1983) è un pugile italiano.

## Biografia
Dopo 41 incontri nei dilettanti, comincia la sua carriera da professionista il 18 luglio 2008 combattendo con Ambroz Horvath e vincendo il suo primo incontro per knock-out tecnico alla terza ripresa. Il 31 ottobre dello stesso anno affronta Julius Rafael atterrandolo dopo una ripresa aggiudicandosi così il secondo incontro della sua carriera. Il 18 dicembre si aggiudica una vittoria ai punti per verdetto unanime contro Miroslav Kubik.
Nel 2009 disputa 5 incontri vincendone 4 ai punti e 1 per squalifica dell'avversario Ivan Godor.
Il 2010 si apre con tre Kot consecutivi ai danni degli ungheresi Gabor Toti e Janos Vass e dello slovacco Lubos Priehradnik. Il 24 dicembre affronta Laszlo Komjathi riuscendolo a battere ai punti dopo 6 riprese.
Il 2011 complice un infortunio, lo vede sul ring per 3 incontri: Jozsef Gerebecz si ritira alla settima ripresa per un profondo taglio al sopracciglio, Karoly Lakatos viene battuto ai punti dopo 6 riprese e Ferenc Szabo subisce un KO tecnico alla seconda ripresa.
Il 16 marzo 2012 ad Ancona viene battuto dal campione italiano della categoria superleggeri Samuele Esposito per KO tecnico alla terza ripresa. Sempre nel 2012 combatte altri due incontri contro Marco Delmestro e Csaba Toth sconfiggendoli entrambi ai punti. Il 30 novembre del 2012 incontra Pasquale Di Silvio per l'assegnazione del titolo di campione d'Italia dei pesi leggeri. L'incontro finisce in parità nonostante l'andamento avesse fatto pensare a una vittoria di misura di Focosi.
Il 12 aprile 2013 l'incontro per il titolo di campione d'Italia dei pesi leggeri con Pasquale Di Silvio viene ripetuto al Palatriccoli di Jesi, ma questa volta Focosi perde ai punti dopo essere sembrato un po' appannato negli ultimi round, e il suo avversario conquista meritatamente il titolo.
Dopo la sconfitta torna sul ring altre 4 volte ottenendo due vittorie (di cui una per KO tecnico contro Ivan Duvancic) un pari ed una sconfitta.
Il 13 marzo 2015 Michele Focosi diventa campione IBF dell'area mediterranea per i pesi leggeri - suo primo titolo in carriera - battendo nettamente ai punti l'ungherese Bence Molnàr in un incontro sui dodici round tenutosi al Palabadiali di Falconara Marittima (AN).
Il 20 giugno 2015 incontra Ghislain Maduma al Bell Centre di Montreal perdendo per KO tecnico. Il 15 aprile 2016 tenta l'ultimo assalto al titolo italiano dei pesi leggeri rimasto vacante incontrando Marco Siciliano e venendo sconfitto per KO tecnico.